# معرض بيجين هيل الدولي للطيران
معرض بيغين هيل الدولي للطيران، (بالإنجليزية: Biggin Hill International Air Show)‏. أو معرض بيغين هيل الجوي، (بالإنجليزية: Biggin Hill Air Fair)‏، واحدا من أكبر المعارض الجوية في العالم وأكبر معرض جوي منظم في أوروبا. ينضم مرة واحدة في السنة، وعادة بالقرب من نهاية يونيو، في مطار لندن بيغين هيل، وهي محطة مقاتلة سابقة من الحرب العالمية الثانية راف، من 1963 إلى 2010. وقد نجحت في تنظيم حدث على نطاق أصغر بعنوان «مهرجان الطيران» الذي أطلق في حزيران / يونيه 2014.

## خلفية تاريخية

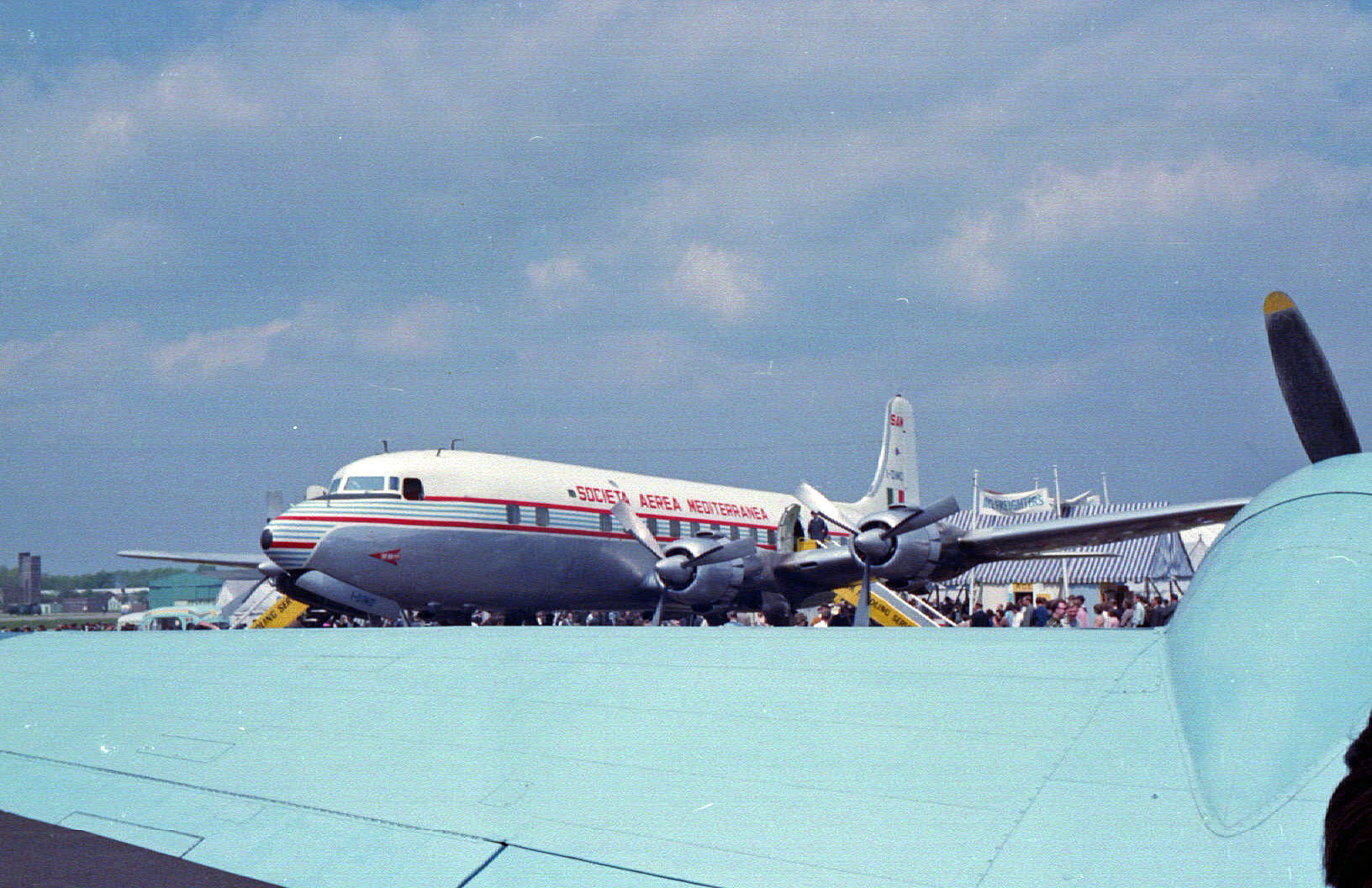
لقطة من أواخر 1960 في معرض بيغين هيل للطيران تظهر دوغلاس دس-6B تنتمي إلى سوسيتا منطقة مديترانيا وهي شركة تابعة لشركة الطيران الإيطالية. وقد استخدمت دس-6B في المقام الأول في الرحلات الجوية المستأجرة عطلة.

اشترى زعيم السرب جوك ميتلاند عقد استئجار لتشغيل مطار بيغين هيل من مجلس بروملي في عام 1958، وبدأ العرض الأول في عام 1963. جوك ميتلاند كان قد قام بالمشاركة في صراع في كوريا قبل تقاعده من خدمة سلاح الجو الملكي البريطاني. بدأ شركة الميثاق الصغيرة، ميثاق ميتلاند الجوية التي عملت رحلات المتعة من مطار رامسغيت خلال 1959 و 1960، في نهاية المطاف باستخدام طائرات راف بريسيفال برنتيس السابقة تجديدها والمدنيين من قبل تجار الطيران من ساوثند، وهي شركة التي كتبها فريدي لاكر. وفي وقت لاحق، جوك اقامة في مجال الأعمال التجارية مع باني المحلية لتشكيل ميتلاند دريويري الطيران وتشغيل الطائرات فيكرز فيكونت. دريويري تصور الصلب سيئة السمعة. وخصص المجلس المطار في عام 1988 واشترى من قبل شركة بيغين هيل المطار في عام 1994، الذي وافق على عقد لمدة 25 عاما للمعرض الجوي.
وفي عام 2010 ألغيت شركة بيغين هيل إيربورت المحدودة، مستأجرة المطارات، ورخصة تشغيل المعرض الجوي بعد 47 عاما، أي قبل ثلاث سنوات من موعد انتهائها.
يوم السبت 14 يونيو 2014، تم إحياء المعرض الجوي مع شكل جديد على نطاق أصغر بعنوان مهرجان الطيران. ويقتصر الحدث السنوي المقترح ليوم واحد على 15000 متفرج وكان من المفترض تصوير بيغين هيل كموقع ذي قيمة تاريخية وكمطار تجاري مزدهر. وكان الجاذبية الرئيسية لهذا العرض عرضا من الأسهم الحمراء التي كانت تحتفل بالذكرى الخمسين عرضها - كان بيغين هيل ملحوظا لكونه موقع العرض العام الأول لفريق العرض البهلوانية في المملكة المتحدة مرة أخرى في عام 1965. جرى مهرجان الثاني في يونيو 2015، والثالث في يونيو 2016.

## إذاعة المعرض

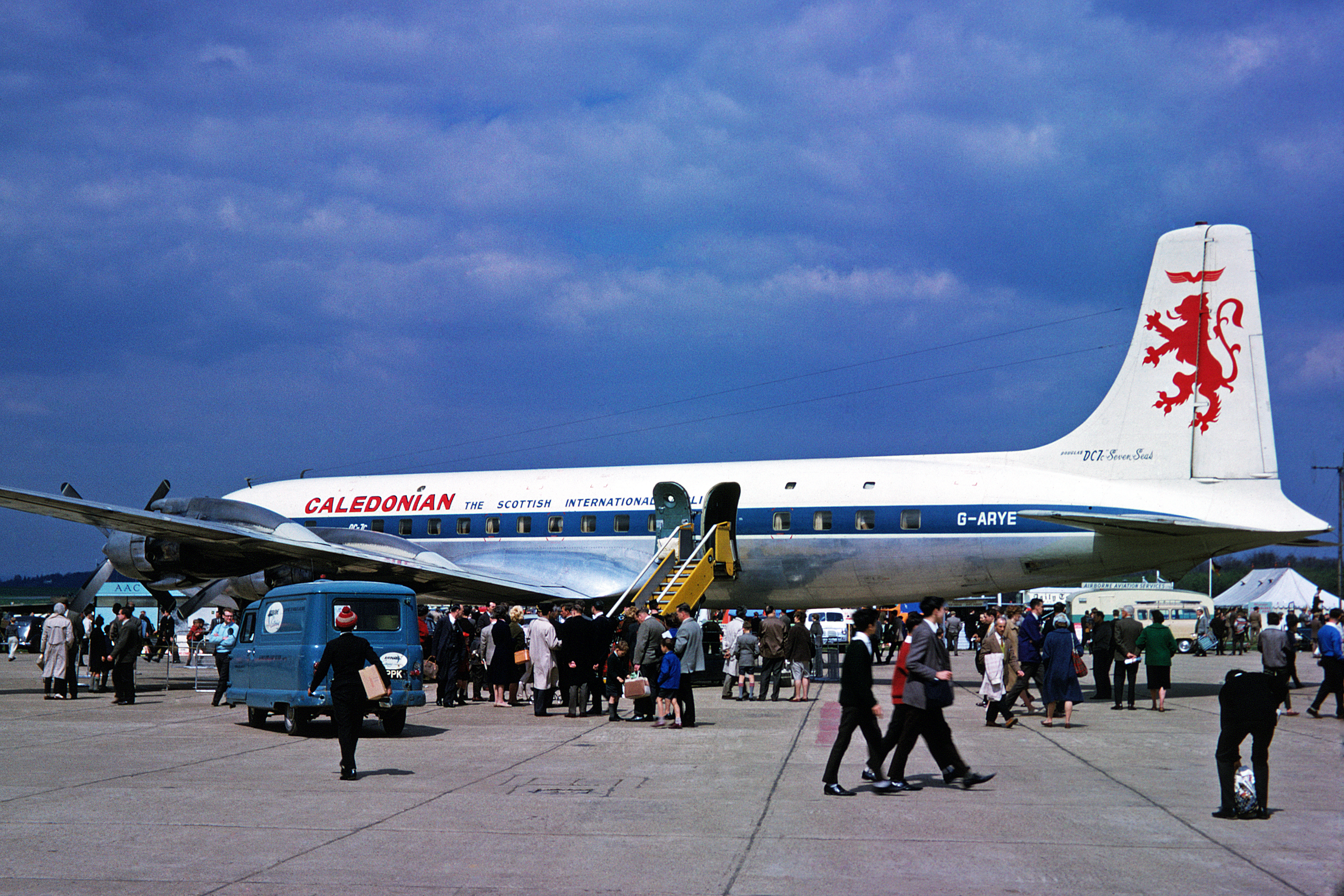
كالدونيان إيرويس دوغلاس دس-7C)G-أري) في معرض بيغين هيل الدولي

كان راديو المعرض محطة إذاعية مقيدة تغطي المعرض الجوي من عام 1989 حتى عام 2006. وتبث محليا لمدة تتراوح بين ثلاثة وسبعة أيام كل عام على الفرقة فم وعالميا عبر الإنترنت. بث إيرفير بث مباشر من المطار 24 ساعة من اليوم، مع برامج التعليق، والموسيقى، والمقابلات، والهاتف في المسابقات، والشؤون الجارية المحلية والتفاني. تم نقل بعض المكالمات الواردة عبر الموجات الهوائية عبر الهاتف في المعدات. المكالمات إلى الاستوديو غالبا ما تكون مرقمة أكثر من 200 يوم.
تشغيل محطة إذاعية من وسط مطار طرحت بعض التحديات غير عادية. وجاءت الطاقة الكهربائية من مولد، وكان السكن مكلفا وكانت التكاليف مرتفعة لخط هاتفي مؤقت. وقد تم دفع هذه المحطة عن طريق الإعلان عن طريق ورعاية.
بدأت إيرفير راديو لأول مرة البث في عام 1989 على فم. لسنوات عديدة تبث على آم. ومع ذلك، على مدى السنوات الست الماضية من انتقال من بيغين هيل، كان فم الطريقة المفضلة للتسليم. وكانت البث تبث عبر الإنترنت، مما يسمح للبرامج أن يسمع في جميع أنحاء العالم.
وقد تم تشغيل المحطة من قبل المتطوعين، وكثير منهم يعملون في صناعات البث والاتصالات؛ وهذا سمح لها بالاعتماد على مجموعة متنوعة من الخبرات من المجالات المرتبطة بها.
وكان معلقوها الطيارين، مع سنوات عديدة من الخبرة تحت أحزمة هم. وهو كبير معلق المحطة، إيان مارشال، هو مذياع حائز على جائزة سوني. [من؟] وقد ذهب العديد من مقدميه والمنتجين إلى تطوير مهنة البث الناجحة. من بينهم: سام ماترفاس، الذي عمل في محطة إذاعية جنوب الساحل 107.4 الرصيف، حيث قدم عرض الإفطار ومجموعة متنوعة من البرامج الرياضية ذات الصلة من 2001-2007، ثم انتقل إلى تقديم على سكاي سبورتس نيوز في يوليو 2007، قبل مغادرته في أواخر عام 2010. وهو الآن المعلق الرئيسي ل تالكسبورت، ويعلق على إيتف الرياضة؛ هارفي كوك، قارئ الأخبار والكاتب، والاستمرارية مذيع لراديو بي بي سي 5Live، 6Music وراديو 2؛ بول ستافورد، الذي لديه برنامج إذاعي يومي في أستراليا، وفيونا جولدمان، التي تشمل الاعتمادات مقدم الراديو لخدمات الإذاعة القوات البريطانية، ويضم مراسل لراديو بي بي سي 4، قارئ الأخبار ل بي بي سي وورلد سيرفيس ومذياع ل إيتف وسكاي. وهي أيضا ممثلة صوت للتلفزيون والإذاعة التجارية وتعمل دوليا باعتبارها الراوي لأفلام الشركات والكتب والأفلام الوثائقية. وقد تابع أعضاء آخرون في الفريق وظائفهم كمنتجين لكل من هيئة الإذاعة البريطانية ومحطات الإذاعة المستقلة.
وعلى الرغم من أن إذاعة إيرفير بدأت البث في عام 1989، فإن فريقها المتطوع شارك في البث المحلي منذ سنوات عديدة. تحت راية راديو جنوب شرق، نظمت المجموعة محطات رسل المحلية لعدد من المنظمات، بما في ذلك: راديو روندتابل للمائدة المستديرة فارنبورو والمائدة المستديرة الخشب بيتس، وكروميفال كروميفال لجمعية كروميفال بروملي. وكان أول مشروع لهم في البث المحلي لتغطية كرنفال بلدة أوربينغتون في عام 1984.
ولد إنشاء مجموعة المناسبات الخاصة من الحاجة لجمع الأموال لدعم أوربينتون مستشفى خدمة الراديو، التي كانت تقدم برامج لمستشفى أوربينغتون منذ عام 1980، وبعد ذلك أيضا لمستشفى فارنبورو. كما وفرت فرصا للعديد من المتطوعين الراغبين في اكتساب مهارات مفيدة لمواصلة مهنهم كمنتجين ومعلمين وفنانين ومهندسين صوتيين خدموا، كما ذكر أعلاه، العديد منهم جيدا في مساعدتهم على إنشاء وظائف في مجال البث الإذاعي.

## معرض الصور

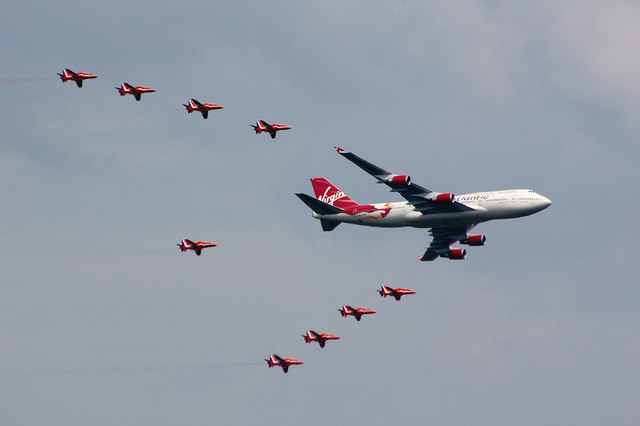
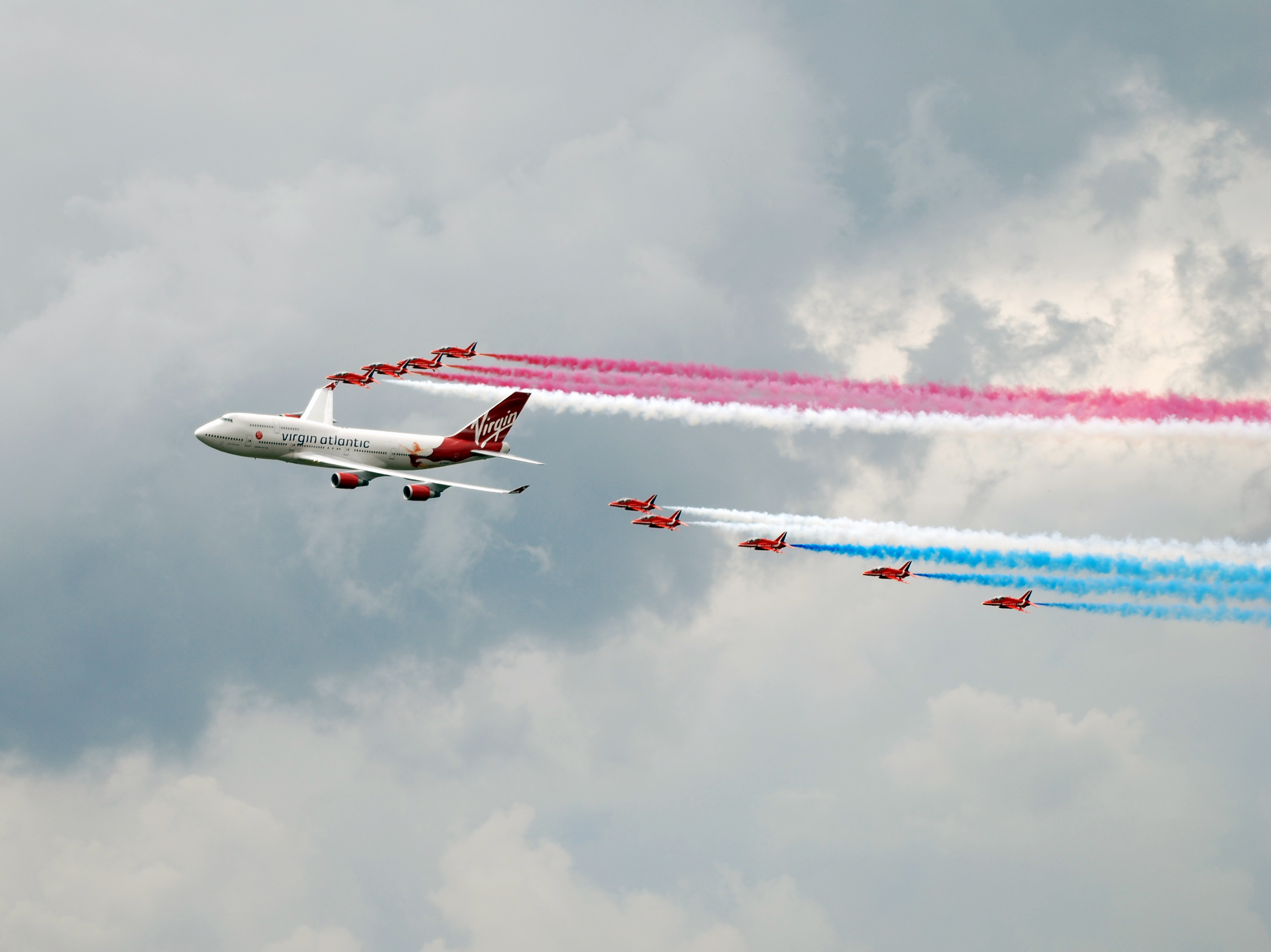
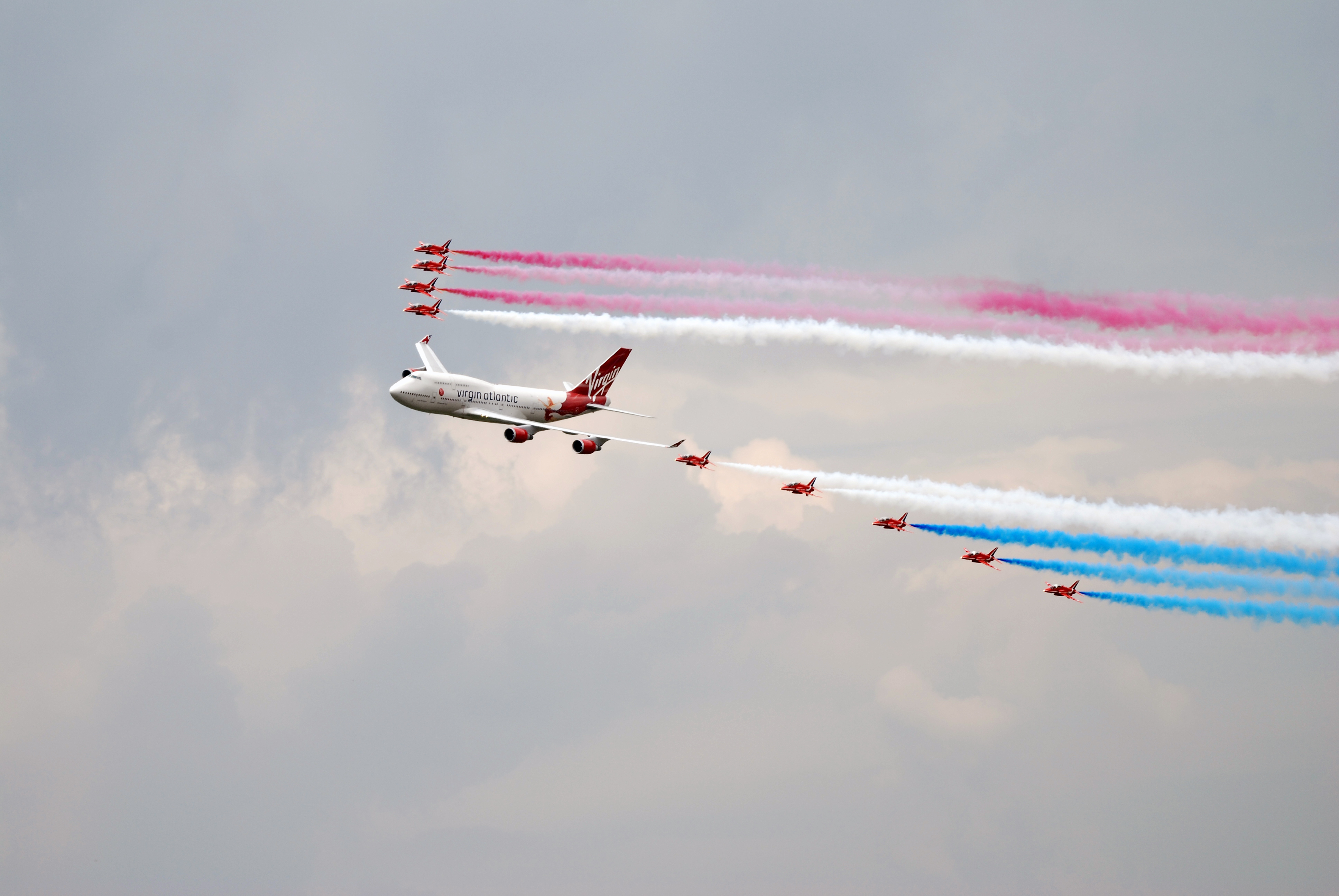
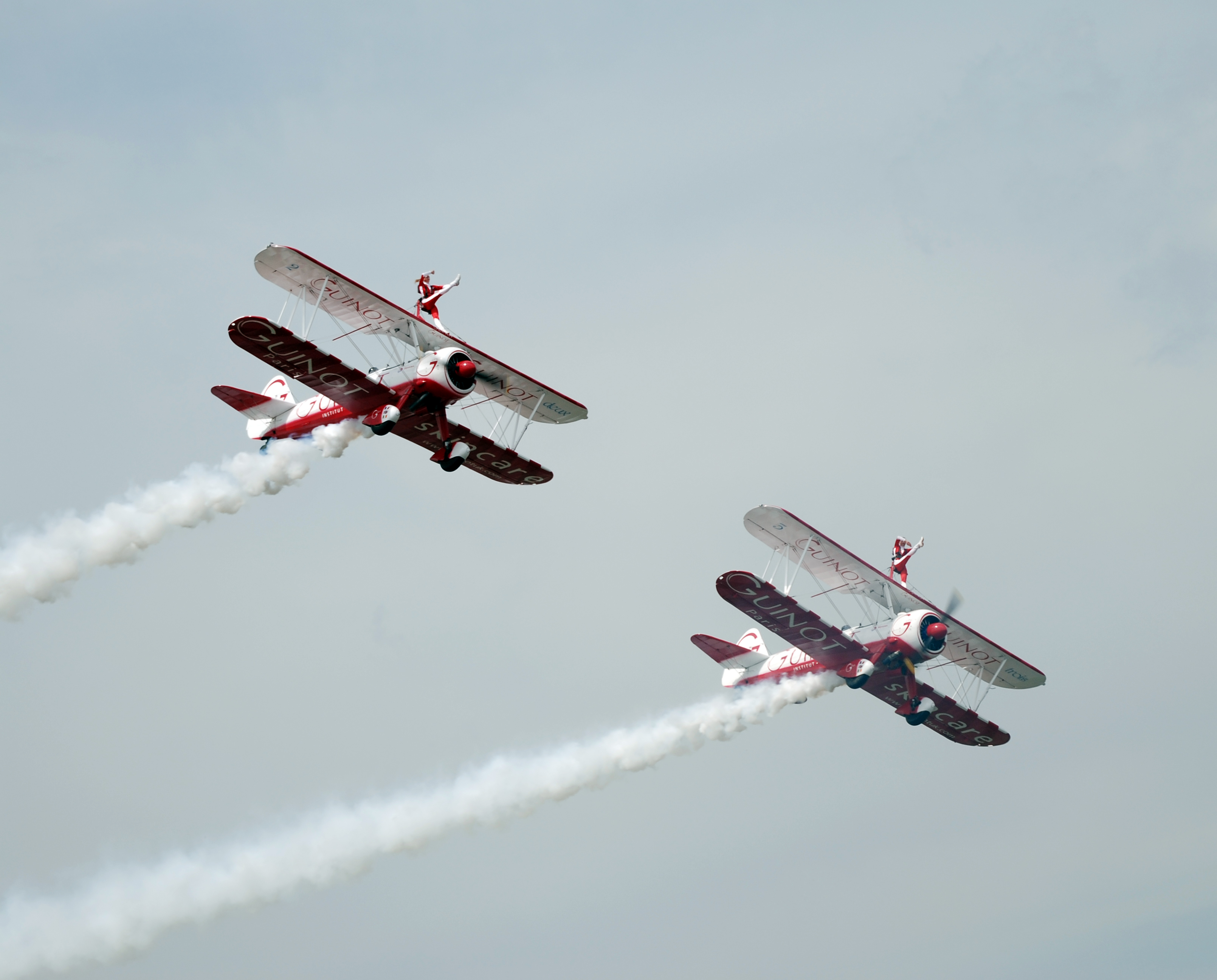
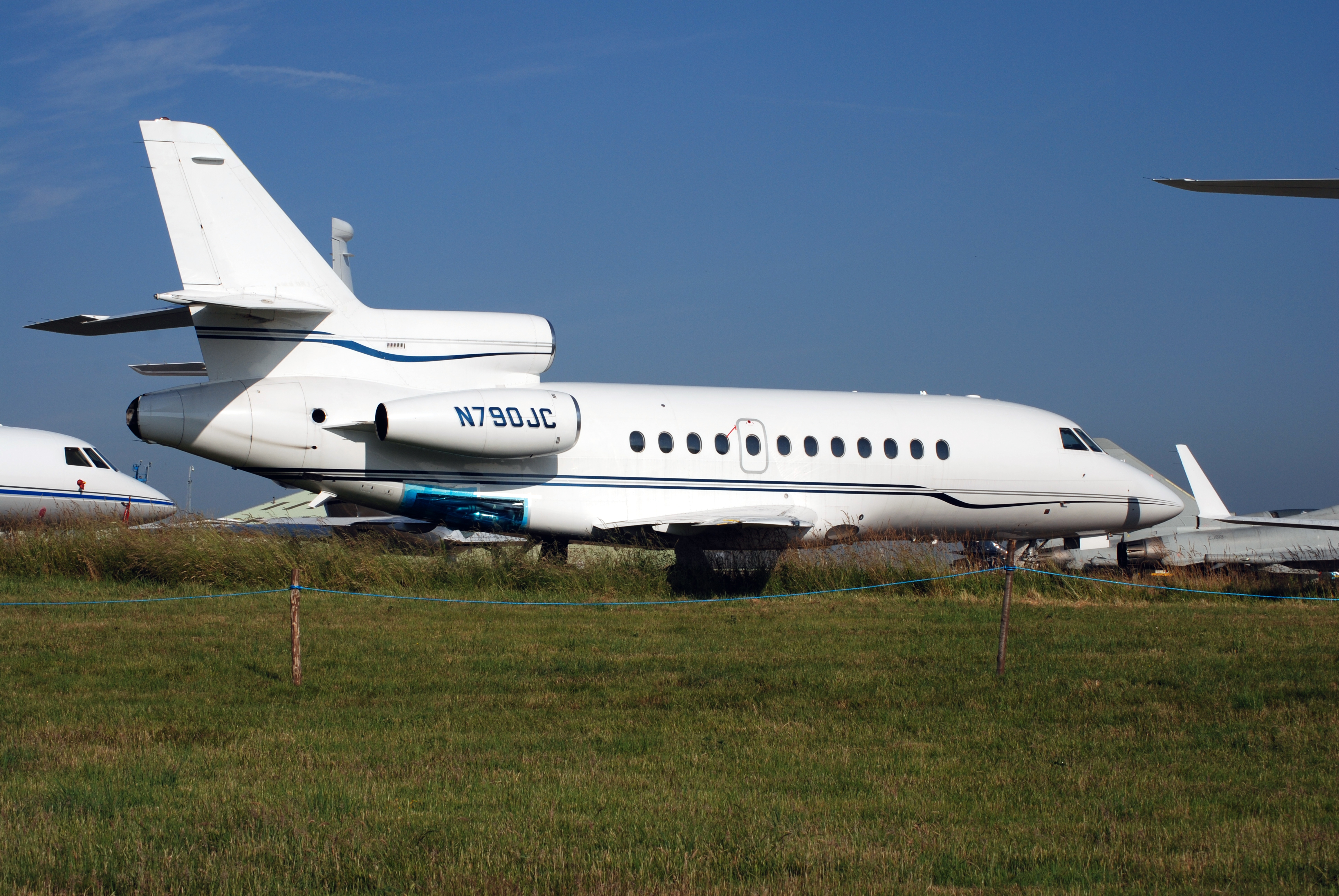
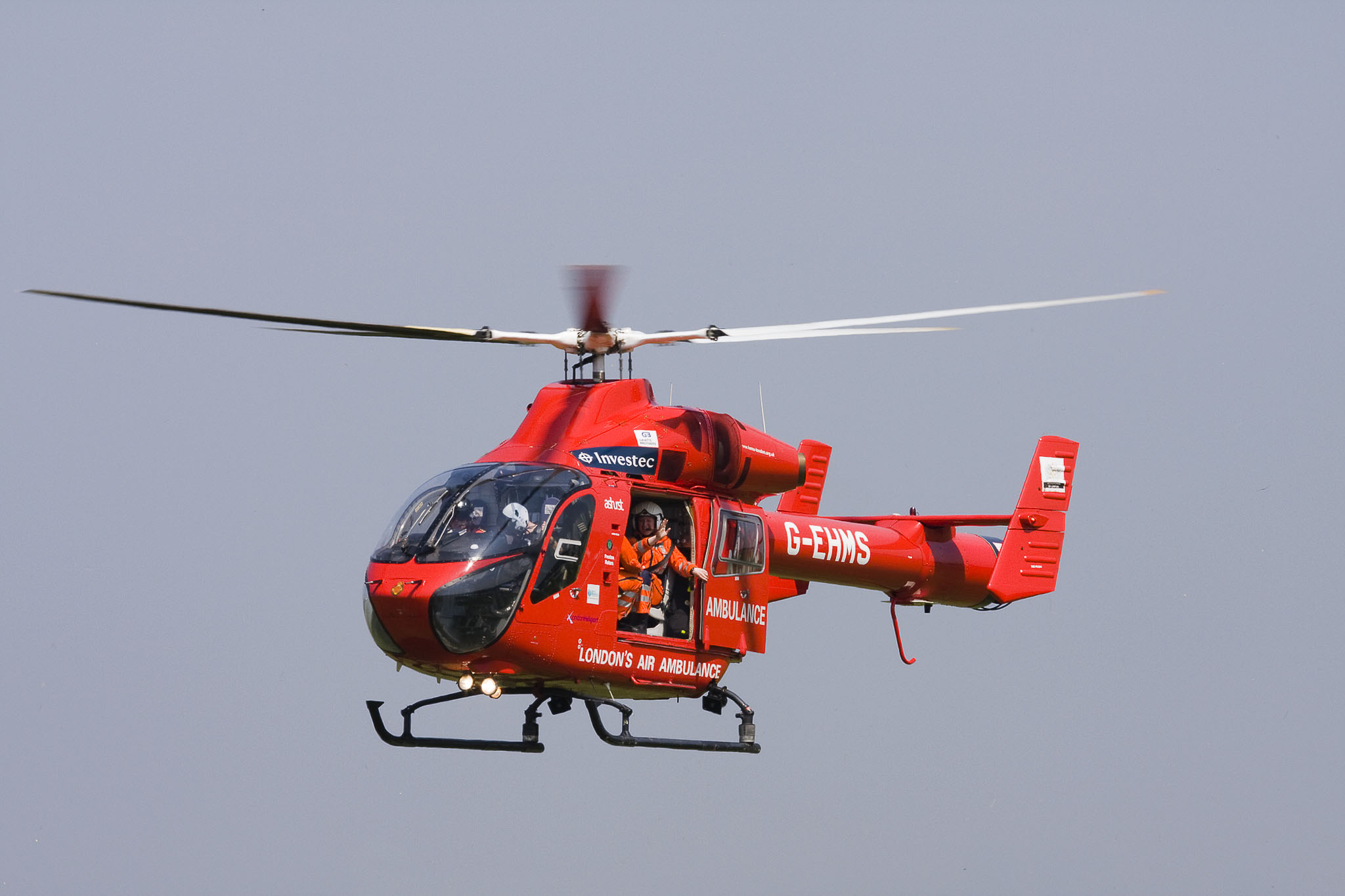
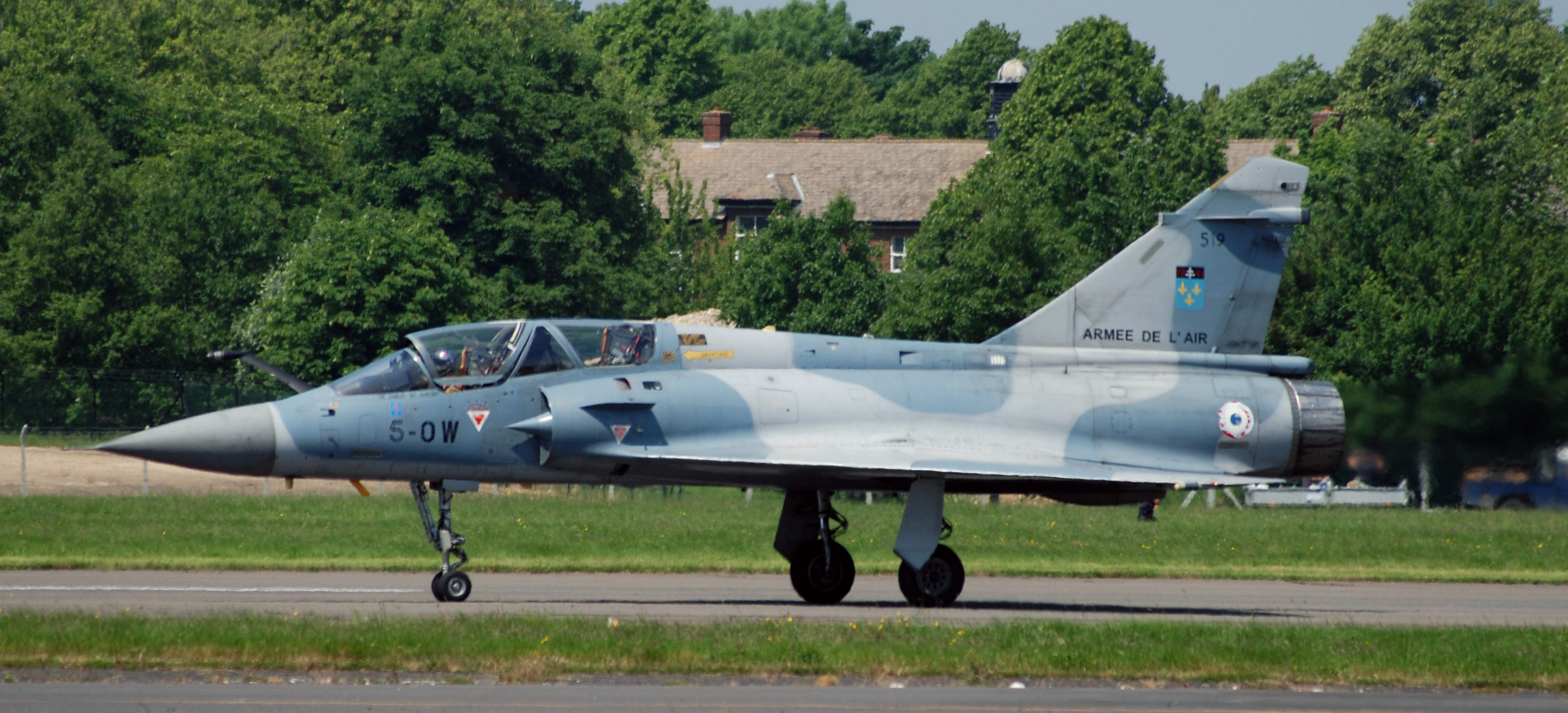
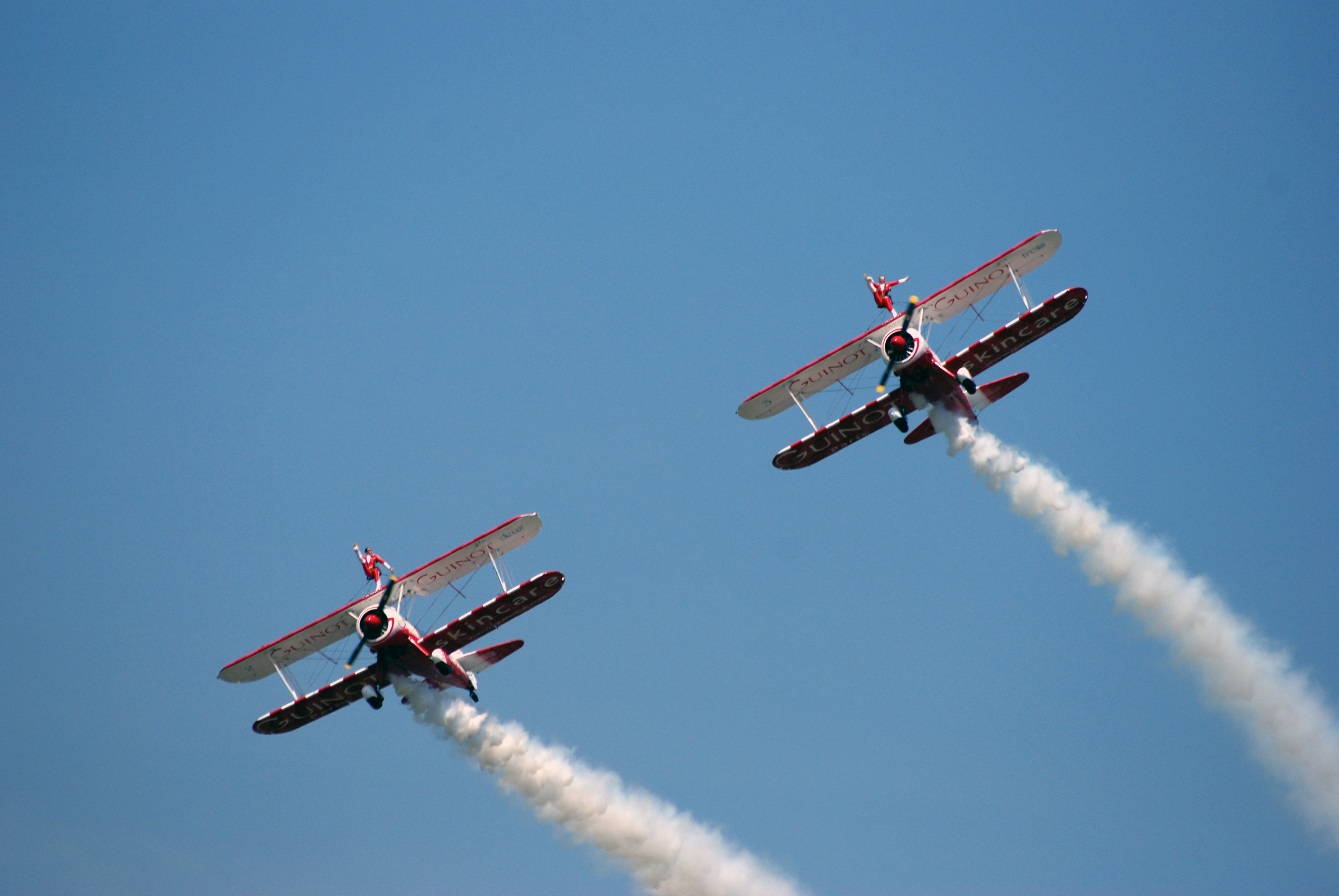

## انظر ايضًا
- معرض أبوتسفورد الدولي للطيران
- معرض برلين الدولي للطيران
- معرض رادوم للطيران
- معرض باريس الجوي
- معرض أستراليا الدولي للطيران
- آيرو الهند